# Brian Minto
Brian Matthew Minto (genannt The Beast; * 27. Januar 1975 in Butler, Pennsylvania) ist ein ehemaliger US-amerikanischer Boxer.

## Karriere
Minto bestritt seinen ersten Profikampf am 27. November 2002 im Alter von bereits 27 Jahren, nachdem er zuvor nur 18 Amateurkämpfe bestritten hatte. In seinem ersten Kampf gegen einen namhaften Gegner, den bereits 46-jährigen Tony Tubbs, Mitte der 1980er-Jahre kurzzeitig Weltmeister der WBA, verlor er im Dezember 2004 durch Split Decision.
Im Jahr 2006 wählte ihn Axel Schulz als Gegner für seinen Comebackkampf nach sieben Jahren Ringabstinenz aus. Minto siegte am 25. November 2006 durch einen Technischen K. o. in der sechsten Runde und beendete damit den sportlich umstrittenen Comebackversuch des Deutschen.
Am 17. März 2007 boxte Minto in Stuttgart gegen Luan Krasniqi. Nach einem unsauberen, aber action- und spannungsreichen Kampf ging er in der zwölften Runde zu Boden und wurde angezählt, kam aber wieder hoch und verlor dann den Kampf nach Punkten.
Nachdem er die nächsten sechs Kämpfe hatte gewinnen können, kämpfte er am 14. August 2009 gegen den noch ungeschlagenen Donnell Holmes um den vakanten Schwergewichtstitel des nordamerikanischen Verbandes NABO. Dieser Kampf musste nach der vierten Runde abgebrochen werden, da Minto, infolge eines unabsichtlichen Kopfstoßes, eine Cutverletzung über dem linken Auge erlitten hatte. Minto war zu diesem Zeitpunkt bei allen drei Punktrichtern vorne und gewann somit den Kampf.
Am 5. Dezember 2009 kämpfte Brian Minto in Atlantic City gegen Chris Arreola, der zuvor gegen Vitali Klitschko seine erste Niederlage hinnehmen musste. Minto ging in der ersten Hälfte der vierten Runde zu Boden und wurde angezählt. Kurz vor Ende der vierten Runde ging Minto zum zweiten Mal zu Boden. Diesmal brach der Ringrichter den Kampf ab, da Minto nicht in der Lage war, weiterzukämpfen.
Minto beschloss die Gewichtsklasse zu wechseln und künftig im Cruisergewicht anzutreten. Er erhoffte sich eine Gegnerschaft, gegen die er weniger Gewichts- und Größennachteile hat als im Schwergewicht. Trotz der Niederlage gegen Arreola erhielt Minto am 1. Mai 2010 seine erste WM-Chance in seinem ersten Kampf in der neuen Gewichtsklasse. Gegner im Kampf um die Cruisergewichtsweltmeisterschaft nach Version der WBO war der deutsche Titelverteidiger Marco Huck. Minto verlor den Kampf vorzeitig. Nach nur einem weiteren Kampf im Cruisergewicht und einer längeren Inaktivität beschloss Minto 2012 wieder im Schwergewicht anzutreten. Er verlor sein Comeback im Schwergewicht am 28. Januar 2012 gegen den US-amerikaner Tony Grano jedoch in der dritten Runde durch K. o.
Anschließend erboxte Minto eine durchwachsene Bilanz, wobei er im Juni 2013 gegen Artur Szpilka, im November 2013 gegen Michael Sprott, im Juli 2014 gegen Joseph Parker, im September 2015 gegen Dillian Whyte und im März 2016 gegen Edmund Gerber unterlag. Sein bedeutendster Sieg gelang ihm dabei im Dezember 2013 gegen Shane Cameron (Bilanz: 29-3).